# Мекки, Ахмед
Ахмед Мекки (араб. أحمد مكي‎; род. 19 июня 1980, Оран) — египетский актёр, писатель, режиссер и рэпер.

## Личная жизнь
Родился в Оране (Алжир) в семье египтянки и алжирца. Вырос в Эль-Гизе, где снял клип на египетскую патриотическую песню «Вафет Насит Заман». Его сестра — египетская актриса Энас Мекки. Он приостанавливал свою карьеру на некоторое время после заражения вирусом Эпштейна-Барра. Заражение произошло из-за того, что он поделился бутылкой с водой со своими товарищами по секции бокса.
Был женат на египетской бизнес-леди, от которой у него есть сын Адхам. Пара развелась в 2013 году.

## Съёмки
В 2004 году снимался в фильме «Тито» в роли водителя. В 2012 году участвовал в комедийном шоу Бассема Юссефа Al Bernameg в качестве приглашённого гостя.

## Музыка
Является известной и популярной фигурой в египетском рэпе: в 2017 году выпустил ряд успешных хитов, таких как «Masr Baldy» и «Wa'fet Nasyt Zaman».